# Larutia seribuatensis
Larutia seribuatensis är en ödleart som beskrevs av  Grismer LEONG och YAAKOB 2003. Larutia seribuatensis ingår i släktet Larutia och familjen skinkar. Inga underarter finns listade i Catalogue of Life.